# Liste der Monuments historiques in Nieul-sur-Mer
Die Liste der Monuments historiques in Nieul-sur-Mer führt die Monuments historiques in der französischen Gemeinde Nieul-sur-Mer auf.

## Liste der Bauwerke
| Bezeichnung                                | Beschreibung                      | Standort                     | Kennzeichnung | Schutzstatus | Datum | Bild           |
| ------------------------------------------ | --------------------------------- | ---------------------------- | ------------- | ------------ | ----- | -------------- |
| Domaine du Portail                         | Portal, erbaut im 16. Jahrhundert | 29, Rue de Beauregard (Lage) | PA00104830    | Classé       | 1920  |                |
| Kirche St-Philibert                        | Erbaut im 15. Jahrhundert         | (Lage)                       | PA00104831    | Inscrit      | 1925  | weitere Bilder |
| Ruine des ehemaligen Priorats von Sermaize | Erbaut im 13. und 15. Jahrhundert | (Lage)                       | -1.149973     | Inscrit      | 1925  | weitere Bilder |

## Liste der Objekte

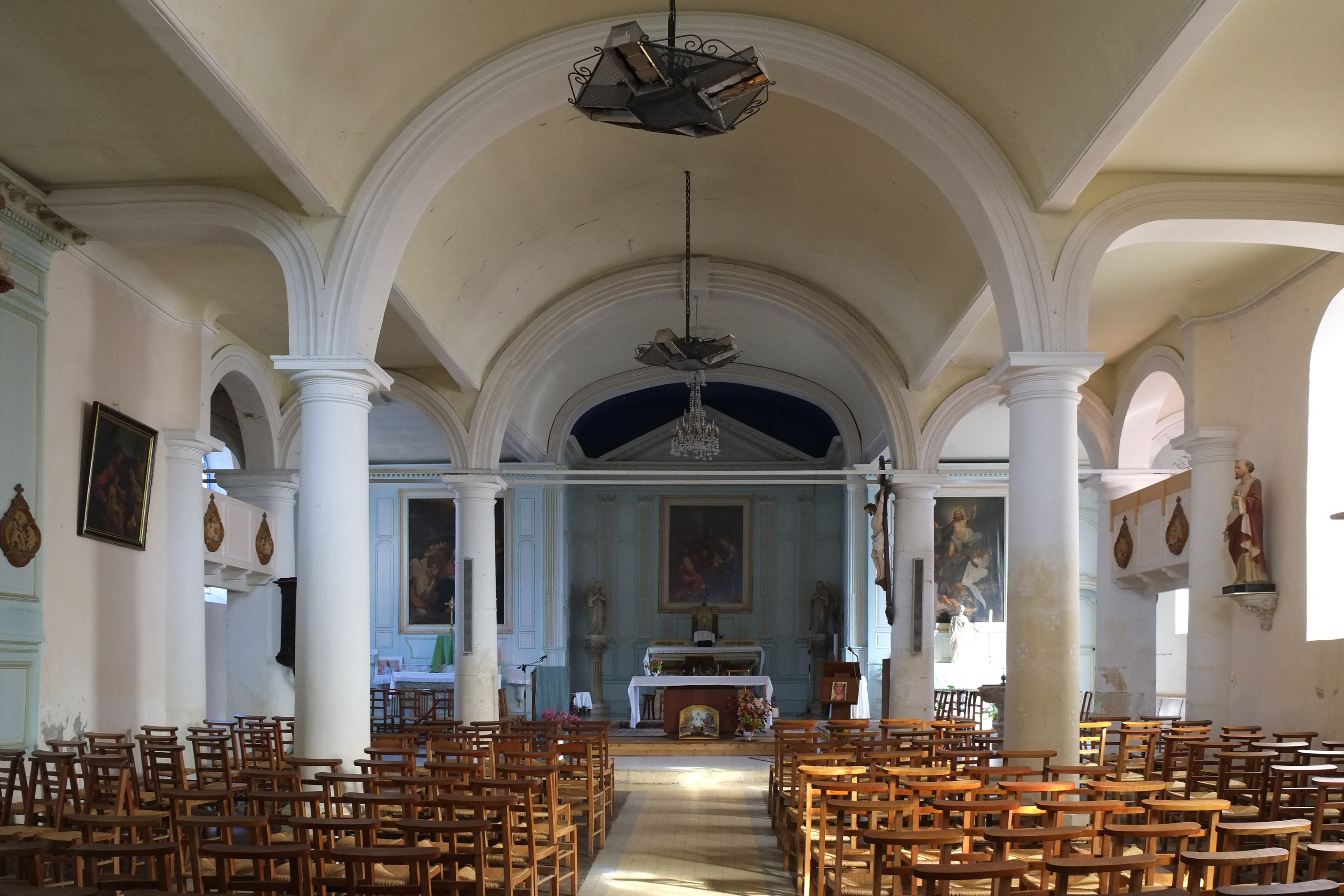
Innenansicht der Kirche St-Philibert

- Monuments historiques (Objekte) in Nieul-sur-Mer in der Base Palissy des französischen Kultusministeriums